# 進擊的巨人 無悔的選擇
《進擊的巨人 無悔的選擇》是諫山創原作，由砂阿久雁負責原案、駿河光作畫的《進擊的巨人》衍生漫畫作品。於女性向漫畫雜誌《ARIA》2014年1月號至8月號期間連載，全2卷。講述調查兵團兵長里維加入前的故事。

## 登場人物
里維·阿卡曼（Levi Ackerman，聲：神谷浩史（日本）；劉傑（台灣））
里維地下街小混混首領。年輕時在地下街時與夥伴弗蘭·徹奇及後來加入的伊莎貝爾·馬格諾莉亞，利用偷來的立體機動裝置作非法的勾當。為了完成議員尼可拉斯·羅沃夫的任務（拿回貪汙證據並殺掉艾爾文）故意被抓並接受艾爾文加入調查軍團的要求。因為自己做的選擇使弗蘭和伊莎貝爾死亡感到自責（在看見伊莎貝爾的頭顱而流下眼淚），但在艾爾文的勸說後決定背負他們的使命留在調查軍團奮戰並相信艾爾文能帶領他看到不一樣的風景。
弗蘭·徹奇（Furlan Church，聲：小野友樹（VN版）、遊佐浩二（OAD版）（日本）；何志威（台灣））
里維地下街小混混成員之一，後加入調查軍團弗拉岡分隊。髮色為金色，瞳色則為藍色。個性冷靜的少年，原為地下城的幫派首領，在部下全部被當時還不認識的里維解決掉後認知到了里維的強大，後來成為里維的好友，與其一起在地下城生活，後因他們三人擁有出色的立體機動裝置操作能力而被艾爾文威迫加入調查兵團。比起年輕的里維個性較為冷靜，遇到和調查兵團成員的相處問題或突發狀況時總是能理性思考。
後來在第23次牆外調查中短暫與里維分別，卻遭一隻奇行種偷襲殺害，屍體只剩下上半身(漫畫裡則是被一大群巨人攻擊，加上下雨天地面濕滑和視線不清而被巨人抓住，葬身巨人口中前向趕來救援的里維行最後的敬禮，後來里維切開該巨人的腹部把弗蘭的身體拉出來，但被巨人吃到只剩下上半身屍體)。這促使里維以極殘忍的方式將那隻奇行種反殺(漫畫裡則秒殺了那一群巨人)，並經艾爾文的勸說後決定背負他們的使命留在調查軍團奮戰並相信艾爾文能帶領他看到不一樣的風景，改變了里維往後的一生。
伊莎貝爾·瑪格諾利亞（Isabel Magnolia，聲：平田真菜（VN版）、伊瀨茉莉也（OAD版）（日本）；楊詩穎（台灣））
里維地下街小混混成員之一，後加入調查軍團弗拉岡分隊。髮色為紅色，瞳色則為綠色。個性開朗活潑、長相甜美可愛的少女，原在地下街被小混混和無賴非禮，後為里維所救(漫畫裡原本是個孤兒，小時候就被里維收養)，後來成為里維的好友。非常尊敬和崇拜里維，稱呼里維為「大哥」，並把他當作親生兄長看待，本身也對里維抱有好感，與其一起在地下城生活，後因他們三人擁有出色的立體機動裝置操作能力而被艾爾文威迫加入調查兵團。個性活潑開朗，喜歡親近動物，曾救過受傷的鳥，十分擅長騎馬。認為比起心懷不軌的人類，動物更容易相處。
後來在第23次牆外調查中短暫與里維分別，卻遭一隻奇行種偷襲殺害，屍體只剩下頭顱(漫畫裡則是被一大群巨人攻擊，加上下雨天地面濕滑和視線不清，在砍殺巨人時滑倒，被另一頭巨人從後面突襲，屍體和動畫一樣只剩下頭顱)。這促使里維以極殘忍的方式將那隻奇行種反殺(漫畫裡則秒殺了那一群巨人)，並經艾爾文的勸說後決定背負他們的使命留在調查軍團奮戰並相信艾爾文能帶領他看到不一樣的風景，改變了里維往後的一生。
弗拉岡·塔瑞特（Flagon Turret，聲：津田健次郎（OAD版）（日本）；蔣鐵城（台灣））
調查軍團分隊長。動畫版髮色為金髮，在訓練兵時與艾爾文為同期。對於里維等三人未經受訓就加入調查軍團之事極力反對，認為將有礙士兵的士氣。得知里維將分配於自己的分隊時頗有微詞，但在見識到里維的實力後消除了對其的敵意與不信任感，漸接納里維。參與第二十三次壁外調查，沿途與里維解決追趕小隊的巨人；後因天候陰暗及降雨，導致能見度降低，未能及時偵查到奇行種(漫畫裡則是遇到一大群巨人)，並在賽拉姆被一隻巨人咬住左手時試圖營救其，錯失了逃跑時機，本人和其帶領的分隊皆在戰鬥中陣亡。
賽拉姆（Sairam）
弗拉岡的部下。率直的年輕男性調查兵，髮色為黑色，弗拉戈之副手兼戰友。為人嚴肅認真，以大局為重。隨後參與了第23次牆外調查，並訓斥了在嬉笑怒罵的弗蘭和伊莎貝爾，指他們根本不了解牆外調查的危險性，但被弗拉岡阻止，認為里維等人待會遇到巨人便自然會害怕，不用多費唇舌，但里維三人卻隨即以高超的戰鬥技術幹掉了一大群巨人，使其和弗拉岡啞口無言。後因天候陰暗及降雨，導致能見度降低而與分隊失散，弗拉岡與其隨後只在樹林中遇上弗蘭和伊莎貝爾，以為離隊的里維已經遇害。在四人相遇時，因未能及時偵查到奇行種而被襲擊，其被一隻巨人咬住左手，知道自己命不久已，便告訴準備來營救自己的弗拉岡和弗蘭自己想先走一步，不用管他，暗示二人放棄營救自己快逃，旋即被該巨人吞下。
尼可拉斯·羅沃夫（Nicolas Lovof）
配音：土師孝也（日本）；黃天佑（台灣）
席納之牆的貴族兼議員，為了將省下的預算私吞而意圖廢除調查兵團的牆外調查，並與提供物資給憲兵團的蘭格商會勾結。在艾爾文掌握了其貪汙的證據後，派人將地下城中里維的同夥楊帶至地面醫院進行應有的治療，並以其為由向里維進行委託暗殺艾爾文並取得其貪污證據的相關文件，事成後將給予其優渥的獎金與地面的居住權。實際上艾爾文早已將文件呈交給總統審查，估計已遭逮捕。
漫畫中的形象為白色長髮留鬍子的老人，動畫則改為禿頭的中年男子。
楊（Yan）
配音：坂巻学（日本）；黃天佑（台灣）
里維於地下城的同夥，因長期缺乏陽光照射導致腿部病變，弗蘭在察覺其異狀已導致往後無法繼續幹活後在發薪水時給予較多錢作為遣散費。後來羅沃夫派人將其帶至地面醫院進行應有的治療，以此做為向里維進行委託的訂金。

## 電子小說
為電視動畫BD、DVD的第3卷與第6卷附贈的視覺小說遊戲初回特典。

## 漫畫
於《ARIA》2013年11月號（9月28日）刊出序章，由於銷售一空，講談社於12月號重新刊登序章，卻再次售罄，只好緊急再刷，於2014年1月號正式連載。於《ARIA》2014年1月號至8月號期間連載。
2017年6月9日彩色完全版1、2卷同時發售。限定版另附贈彩色複製原畫。
| 卷數       | 講談社       | 講談社                           | 東立出版社    | 東立出版社             |
| 卷數       | 發售日期     | ISBN                             | 發售日期      | ISBN                   |
| ---------- | ------------ | -------------------------------- | ------------- | ---------------------- |
| 1          | 2014年4月9日 | ISBN 978-4-06-376961-6           | 2014年4月18日 | ISBN 978-986-348-573-5 |
| 1          | 2014年4月9日 | ISBN 978-4-06-362271-3（限定版） | 2014年4月18日 | ISBN 978-986-348-573-5 |
| 2          | 2014年8月8日 | ISBN 978-4-06-377046-9           | 2014年10月2日 | ISBN 978-986-348-574-2 |
| 2          | 2014年8月8日 | ISBN 978-4-06-362277-5（限定版） | 2014年10月2日 | ISBN 978-986-348-574-2 |
| 彩色完全版 |              |                                  |               |                        |
| 1          | 2017年6月9日 | ISBN 978-4-06-393205-8           | 2018年2月5日  | EAN 471-0945-55431-0   |
| 2          | 2017年6月9日 | ISBN 978-4-06-393206-5           | 2018年2月5日  | EAN 471-0945-55432-7   |

## OAD
改編OAD動畫分為前後篇，前篇收錄於2014年12月9日發售的《進擊的巨人》15卷限定版，2015年4月9日發售的16卷限定版收錄後篇。於2017年3月在電視上首播。
後與作者諫山創的故鄉大分縣日田市大山町的合作推出梅酒商品。

### 配音員
| 角色名稱            | 配音員                     | 配音員                  | 備註     |
| 角色名稱            | 日本                       | 臺灣                    | 備註     |
| 主要角色            | 主要角色                   | 主要角色                | 主要角色 |
| ------------------- | -------------------------- | ----------------------- | -------- |
| 里維·阿卡曼         | 神谷浩史                   | 劉傑                    |          |
| 艾爾文·史密斯       | 小野大輔                   | 符爽                    |          |
| 弗蘭·徹奇           | 遊佐浩二                   | 何志威                  |          |
| 伊莎貝爾·瑪格諾利亞 | 伊瀨茉莉也                 | 楊詩穎                  |          |
| 調查軍團幹部        |                            |                         |          |
| 弗拉岡·塔瑞特       | 津田健次郎                 | 蔣鐵城                  |          |
| 基斯·夏迪斯         | 最上嗣生                   | 黃天佑                  |          |
| 漢吉·佐耶           | 朴璐美                     | 曾允凡                  |          |
| 米凱·扎卡利亞斯     | 三宅健太                   | 蔣鐵城                  |          |
| 莫布利特·伯納       | 西凜太朗                   | 劉傑                    |          |
| 分隊長              | 濱田賢二                   | 何志威                  |          |
| 女性士兵            | 川崎芽衣子                 | 曾允凡                  |          |
| 男性士兵            | 須嵜成幸 佐佐木義人        | 蔣鐵城 黃天佑 符爽 劉傑 |          |
| 牆內貴族            |                            |                         |          |
| 尼可拉斯·羅沃夫     | 土師孝也                   | 黃天佑                  |          |
| 羅沃夫的部下        | 家中宏                     | 蔣鐵城                  |          |
| 黑市商人            |                            |                         |          |
| 貨主                | 水内清光                   | 黃天佑                  |          |
| 作業員              | 菊本平                     | 蔣鐵城                  |          |
| 地下街              |                            |                         |          |
| 楊                  | 坂卷學                     | 黃天佑                  |          |
| 地下街同胞          | 箭内仁                     | 蔣鐵城 符爽             |          |
| 地痞流氓            | 高口公介 吉開清人 增田隆之 | 符爽 蔣鐵城 黃天佑      |          |
| 其他                |                            |                         |          |
| 旁白                | 井上麻里奈                 | 錢欣郁                  |          |

### 各話標題
| 話數           | 日文標題 | 中文標題          | 劇本     | 分鏡                        | 演出                          | 作畫監督           | 總作畫監督 |
| -------------- | -------- | ----------------- | -------- | --------------------------- | ----------------------------- | ------------------ | ---------- |
| #0.5A （OAD4） |          | 無悔的選擇 ―前篇― | 小林靖子 | 肥塚正史 今井有文           | 肥塚正史 糸賀慎太郎           | 山田步             | 淺野恭司   |
| #0.5B （OAD5） |          | 無悔的選擇 ―後篇― | 小林靖子 | 宮地☆昌幸 荒木哲郎 今井有文 | 宮地☆昌幸 糸賀慎太郎 荒木哲郎 | 富田惠美、菊池聰延 | 淺野恭司   |

### 播放電視台
| 播放地區   | 播放電視台 | 播放日期      | 播放時間（UTC+9）         | 所屬聯播網 | 備註 |
| ---------- | ---------- | ------------- | ------------------------- | ---------- | ---- |
| 東京都     | TOKYO MX   | 2017年3月25日 | 星期六 19時00分－20時00分 | 独立UHF局  |      |
| 近畿廣域圈 | 每日放送   | 2017年4月2日  | 星期日 2時28分－3時28分   | TBS電視網  |      |

## 外部連結
- 漫畫官方網站 （日語）
- 進擊的巨人 無悔的選擇 - 於講談社
- 進擊的巨人 無悔的選擇在動畫新聞網百科全書中的資料（英文）